# Émile Stijnen
Pour les articles homonymes, voir Stijnen.
Joannes Emilius Stijnen est un joueur de football belge né le 2 novembre 1907 à Anvers (Belgique) et mort le 27 mars 1997.
Il a évolué comme demi-centre au Royal Berchem Sport puis à l'Olympic Charleroi. Il fut la grande vedette du "Flaminpic", surnom donné à l'équipe de l'Olympic de Charleroi entre 1936 et 1940, qui se hissa, en deux ans, de la troisième à la première division belge, avant de se classer à la troisième place de la division d'honneur.
International belge, il joue le 5 juin 1938, le huitième de finale de la Coupe du monde, à Colombes, contre la France (défaite, 1-3). Il a été 31 fois international dont 16 fois avec le brassard de capitaine des Diables Rouges
Plus tard, de 1947 à 1952, il a entraîné le Royal Beerschot AC. Sa célébrité était telle qu'il publia un livre à succès, Comment devenir footballeur ?.

## Palmarès
- International belge A de 1932 à 1939 (31 sélections)
- premier match international : Belgique-France, 5-2, le 1er mai 1932
- Participation à la Coupe du monde 1938 (1 match joué)
- Champion de Belgique D2 en 1934 avec le Royal Berchem Sport et en 1937 avec l'Olympic de Charleroi